# Schweres Bordmaschinengewehr Typ 97
Das schwere Bordmaschinengewehr Typ 97 (jap. 九七式車載重機関銃, Kyūnana-shiki shasai jū-kikanjū) war das Standard-Panzer-Maschinengewehr, das ab 1937 beim Kaiserlich Japanischen Heer und bei der Kaiserlich Japanischen Marine für den Einbau in Panzern im Einsatz war. Die Bezeichnung Typ 97 bezieht sich auf das Jahr der Einführung innerhalb des japanischen kalendarischen Schemas im Jahre 2597 – im gregorianischen Kalender das Jahr 1937.

## Entwicklung

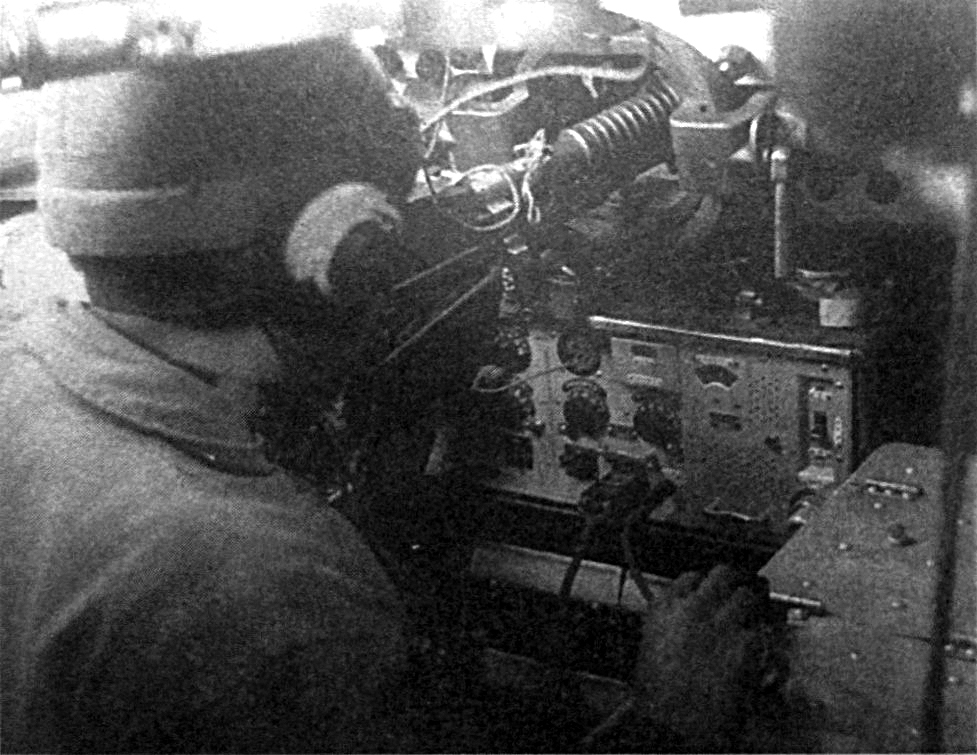
Ein Funker in einem Typ 97-Chi-Ha-Panzer. Auf Kopfhöhe ist das Typ-97-MG zu erkennen. In der Mitte des Bildes ist ein Funkgerät Typ 96 Mark 4 Bo zu sehen.

1937 entwickelte das Japanische Kaiserreich als Ersatz für das Panzer-Maschinengewehr Typ 91 ein neues MG für den Einbau in ihre Panzer. Dazu überarbeiteten sie von den Chinesen erbeutete tschechische MG ZB vz. 26, die bereits als Vorlage für das leichte Maschinengewehr Typ 96 gedient hatten.

## Design
Das ZB vz. 26 war ursprünglich im Kaliber 7,92 × 57 mm gebaut, funktionierte jedoch ausgezeichnet mit der japanischen 7,7×58-mm-Patrone. Von oben konnte ein 20 Schuss fassendes Magazin eingeführt werden, während die Patronenhülsen nach unten ausgeworfen wurden. Zum Feuern drückte der Schütze den hölzernen Kolben gegen seine Schulter und drückte sein rechtes Auge gegen das mit einem dicken Gummiring versehene Zielfernrohr. Der Gummiring schützte das Auge des Schützen vor dem Rückstoß beim Feuern der Waffe. Der kurze Kolben hatte die ideale Länge, um das Auge des Schützen an das Zielfernrohr legen zu können. Wurde das Typ 97 nicht eingesetzt, konnte der hölzerne Kolben um 180° nach vorne geklappt werden und sparte somit Platz im Inneren des Panzers. Das Zielfernrohr hatte eine relativ geringe 1,5-fache Vergrößerung, die jedoch mit einem relativ großen Sehfeld von 30° ausgeglichen wurde. Das Sehfeld war somit auf 1000 Meter Entfernung 536 Meter breit.
Das Typ 97 steckte in einer Kugelblende und war mit einem einzigen Eisenstift in dieser befestigt. Alternativ konnte das Typ 97 aus der Kugelblende genommen werden und mit einem kurzen, etwa 10 cm langen Stativ an der Turmluke des Kommandanten befestigt werden, wo es einen größeren Feuerbereich abdecken konnte. Das Zielfernrohr wurde dabei abgenommen und der Kommandant konnte mit Hilfe einer offenen Visierung zielen. Für den korrekten Winkel bei unterschiedlichen Distanzen konnte ein Drehrad die offene Visierung nach oben und unten bewegen.

## Verwendung als Infanteriewaffe

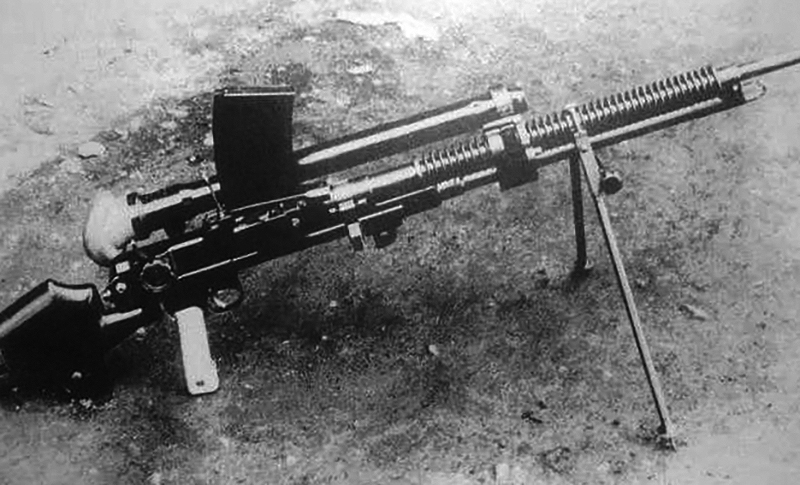
Infanterie-Version des Typs 97

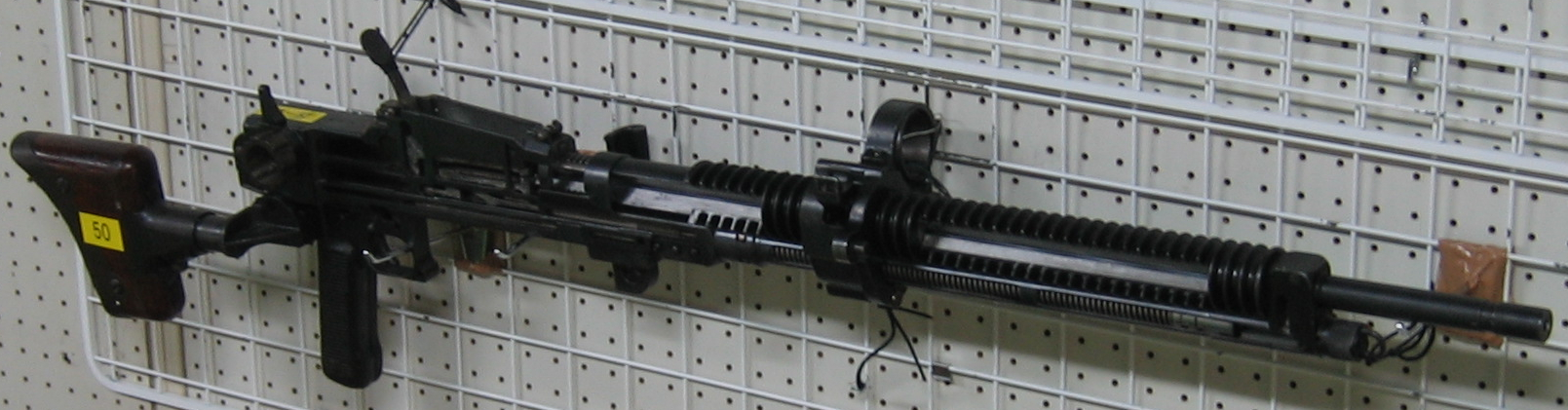
Ein erhaltenes Exemplar eines aus einem Panzer ausgebauten Typ 97 für den Gebrauch als Infanteriewaffe

Aus Mangel an Maschinengewehren für die Infanterie wurde im Laufe des Pazifikkrieges auf das Typ 97 zurückgegriffen, indem kleine Modifikationen an diesem vorgenommen wurden.